# Städtische Realschule Balve
Die Städtische Realschule Balve (SRB) ist eine Realschule in Balve im Märkischen Kreis, Nordrhein-Westfalen. Sie wurde im Jahr 1965 gegründet.

## Entwicklung

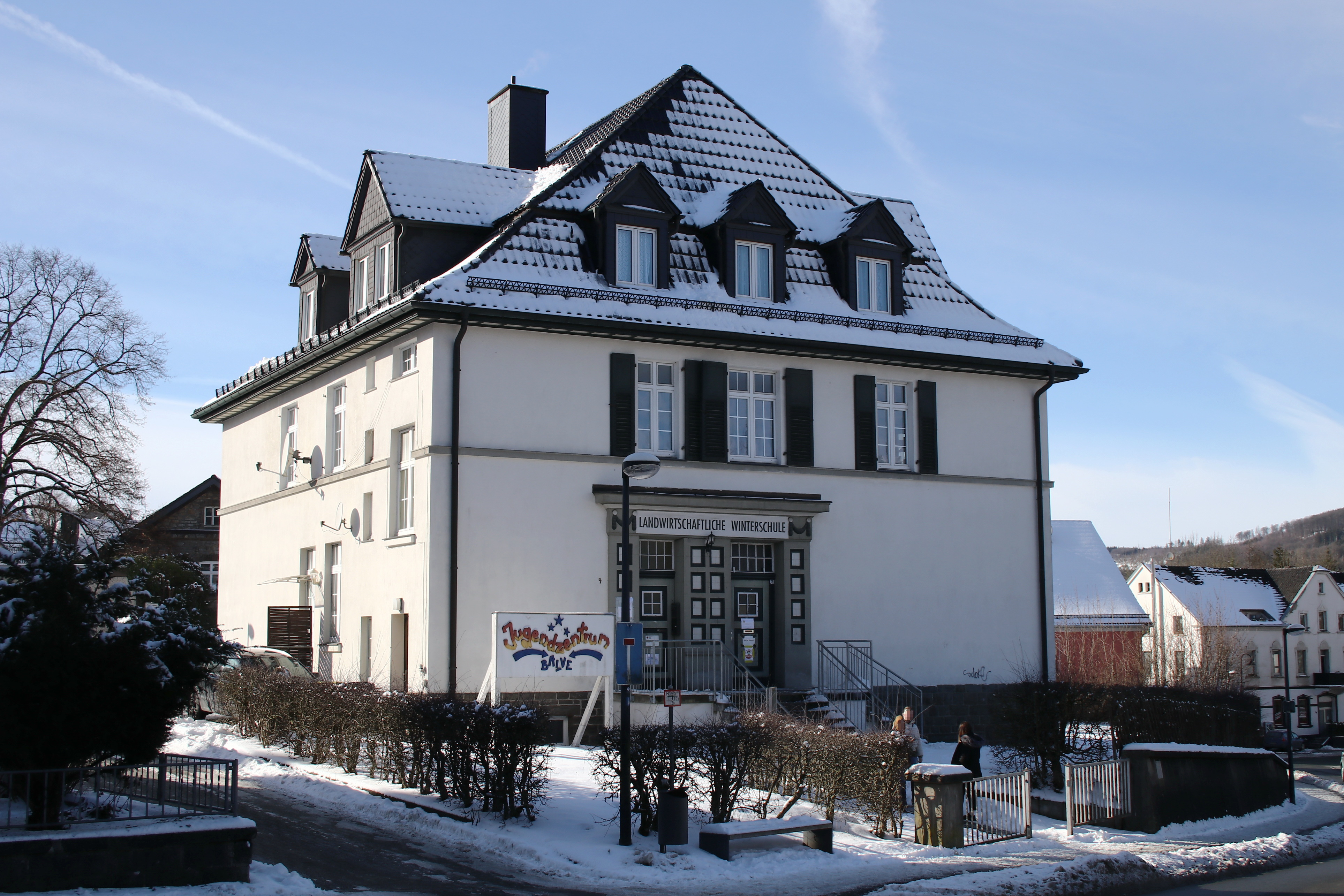
Altes Schulgebäude bis 1970

Die Gründung der Schule 1965 geht auf den ehemaligen Direktor Herbert Grönle zurück, der maßgeblich für die Entstehung und Entwicklung der Realschule verantwortlich war. Sie befand sich zunächst im Gebäude der ehemaligen Landwirtschaftlichen Winterschule. Im Jahr 1970 wurde das jetzige Gebäude am Krumpaul gebaut.
Von 2012 bis 2024 leitete Nina Fröhling die Schule, aktuell (Stand Januar 2025) hat Thomas Münch kommissarisch die Schulleitung.

## Angebot
Die Städtische Realschule Balve pflegt eine Zusammenarbeit mit lokalen Unternehmen und Institutionen. Schüler erhalten  die Möglichkeit, praktische Erfahrungen zu sammeln und sich auf die Anforderungen der Arbeitswelt vorzubereiten.
Die Schule ist seit dem 8. August 2021 als landesweit erste Realschule als Digitale Schule zertifiziert. Seit Januar 2024 verfügt die Schule über einen Makerspace für digitale Projektarbeit.